# Aurel Preda
Aurel Preda, cunoscut și ca Aurel Preda-Mătăsaru (n. 12 iunie 1940, București, România – d. 22 octombrie 2017, București, România) a fost un ambasador, general în rezervă, profesor universitar de drept internațional public și relații internaționale la Universitatea „Nicolae Titulescu” din București. Patronimul „Mătăsaru” provine de la localitatea cu acelasi nume, în care Aurel Preda și-a petrecut copilăria, acesta incluzând-o în numele său ca un semn de mândrie față de locurile în care s-a format. A condus pentru o perioadă și a făcut parte din grupul care a participat la negocierile privind statutul Insulei Șerpilor. A fost președintele Asociației Române de Politică Externă (A.R.P.E.).
Expert în drept internațional, membru al subcomitetului ONU pentru definirea agresiunii, a fost director adjunct și director al Direcției Juridice din Ministerul Afacerilor Externe. In anul 1994 a fost consul general al României la Milano. In functiile oficiale pe care le-a detinut in diplomatie a participat la negocieri bilaterale internaționale dificile, precum cele privind Tratatul cu Ucraina, ca și la misiuni delicate .
Este autorul mai multor lucrări de specialitate, printre care "Aspecte teoretice, practice și diplomatice românești în domeniul tratatelor politice", "Tratat de drept internațional public" sau "Memoriile unui diplomat oarecare".